# Plebiscyt Przeglądu Sportowego 1933
8. Plebiscyt Przeglądu Sportowego na najlepszego sportowca Polski zorganizowano w 1933 roku.

## Wyniki
1. Stanisława Walasiewicz - lekkoatletyka (31 324 pkt.)
2. Jadwiga Wajsówna - lekkoatletyka (27 351)
3. Roger Verey - wioślarstwo (19 618)
4. Zygmunt Heljasz - lekkoatletyka (18 772)
5. Jadwiga Jędrzejowska - tenis (11 621)
6. Henryk Chmielewski - boks (10 503)
7. Stefan Kostrzewski - lekkoatletyka (9978)
8. Ignacy Tłoczyński - tenis (8102)
9. Stanisław Marusarz - narciarstwo (6416)
10. Spirydion Albański - piłka nożna (4626)